# Elétrico de Nuremberga
O Elétrico de Nuremberga é um sistema de elétrico que serve a cidade alemã de Nuremberga.